# Hans Neidhard
Hans Neidhard (* 17. April 1899 in Hagenau, Reichsland Elsaß-Lothringen; † 9. Juli 1979) war ein deutscher Jurist.

## Leben
Neidhard studierte Rechtswissenschaft an der Eberhard Karls Universität Tübingen. Dort wurde er 1923 zum Doktor der Rechte promoviert. Von 1952 bis 1964 war er als Nachfolger von Max Gasser Präsident des Landgerichts Stuttgart.
Am 22. Juni 1955 wurde Neidhard mit 72 von 80 Stimmen vom Landtag von Baden-Württemberg zum Richter am Staatsgerichtshof für das Land Baden-Württemberg gewählt. Zugleich wurde er mit 66 von 85 Stimmen zum Ständigen Stellvertreter des Präsidenten gewählt. Am 4. Juni 1958 wurde er mit 92 von 104 Stimmen vom Landtag als Nachfolger von Walther Koransky zum Präsidenten des Staatsgerichtshofs für das Land Baden-Württemberg gewählt. Er amtierte bis Juli 1964. Im Präsidentenamt folgte ihm Hans Anschütz nach.
Zudem bildete Neidhard gemeinsam mit Max Silberstein und Richard Schmid die im Juli 1960 eingesetzte „Kommission zur Überprüfung von Vorwürfen gegen Richter und Staatsanwälte wegen ihrer früheren Tätigkeit bei Sondergerichten“ in Baden-Württemberg, die Vorwürfe gegen Richter und Staatsanwälte untersuchte, die als Mitglieder von Sondergerichten oder in ähnlicher Funktion an NS-Unrecht mitgewirkt hatten.
Neidhard war römisch-katholisch.